# JFK (film)
Pour les articles homonymes, voir JFK.
Pour plus de détails, voir Fiche technique et Distribution.
JFK est un film de procès américain réalisé par Oliver Stone et sorti en 1991. Il traite de l'enquête autour de l'assassinat du président américain John Fitzgerald Kennedy en 1963. Il s'appuie sur le livre On the Trail of the Assassins du procureur de district Jim Garrison. Il se fonde également sur le travail du journaliste indépendant Jim Marrs.

## Synopsis
Trois ans après l'assassinat de John F. Kennedy qui a eu lieu à Dallas (Texas) le 22 novembre 1963, le procureur de La Nouvelle-Orléans (Louisiane) Jim Garrison remet en cause les conclusions du rapport de la commission Warren. Il démonte notamment les nombreuses invraisemblances contenues dans le dossier officiel et oriente son enquête vers la possibilité d'un complot : la seule personne interpellée et suspectée de l'assassinat, Lee Harvey Oswald — lui-même assassiné deux jours plus tard par un ancien petit truand de Chicago et La Nouvelle-Orléans, Jack Ruby —, ne serait selon Garrison qu'une marionnette entre les mains de dangereux commanditaires dont le Pentagone, la CIA et le FBI.

## Fiche technique
- Titre original et français : JFK
- Titre québécois : JFK - Affaire non-classée
- Réalisation : Oliver Stone
- Scénario : Oliver Stone et Zachary Sklar (de), d'après le livre de Jim Garrison
- Musique : John Williams
- Photographie : Robert Richardson
- Montage : Joe Hutshing et Pietro Scalia
- Décors : Victor Kempster (de)
- Costumes : Marlene Stewart (en)
- Production : A. Kitman Ho (en), Oliver Stone, Clayton Townsend (en) et Arnon Milchan
- Sociétés de production : Warner Bros., StudioCanal, Regency Enterprises, Alcor Films, Ixtlan et Camelot
- Distribution : Warner Bros.
- Budget : 35 000 000 USD[1].
- Pays d'origine :  États-Unis
- Langue originale : anglais
- Format : Couleurs - 2,35:1 - Dolby Surround - 35 mm
- Genre : Drame politique, Thriller, historique
- Durée : 189 minutes, 206 minutes (version director's cut 2001)
- Dates de sortie[2] :
  - Canada, États-Unis : 20 décembre 1991
  - France : 29 janvier 1992

## Distribution
- Kevin Costner (VF : Bernard Lanneau, VQ : Marc Bellier) : le procureur Jim Garrison
- Tommy Lee Jones (VF : Claude Giraud, VQ : Léo Ilial) : Clay Shaw
- Gary Oldman (VF : Vincent Violette, VQ : Jean-Luc Montminy) : Lee Harvey Oswald
- Kevin Bacon (VF : Thierry Ragueneau, VQ : Daniel Picard) : Willie O'Keefe
- Laurie Metcalf (VF : Véronique Augereau, VQ : Marie-Andrée Corneille) : Susie Cox
- Jay O. Sanders (VF : Richard Darbois, VQ : Pierre Chagnon) : Lou Ivon
- Michael Rooker (VF : Philippe Peythieu, VQ : Alain Zouvi) : Bill Broussard
- Sissy Spacek (VF : Céline Monsarrat, VQ : Claudine Chatel) : Liz Garrison
- Joe Pesci (VF : Roger Crouzet, VQ : Benoît Marleau) : David Ferrie
- Jack Lemmon (VF : Serge Lhorca, VQ : Hubert Fielden) : Jack Martin
- Edward Asner (VF : Claude Joseph, Michel Fortin {scène supplémentaire}, VQ : Ronald France) : Guy Banister
- Walter Matthau (VF : Jean-Claude Michel, VQ : Yves Massicotte) : le sénateur Russell B. Long (en)
- Donald Sutherland (VF : Jean-Pierre Moulin, VQ : Alain Clavier) : « X »
- John Candy (VF : Jacques Frantz, VQ : Jacques Brouillet) : Dean Andrews
- Wayne Knight (VF : Daniel Kenigsberg, VQ : Normand Lévesque) : Numa Bertel
- Gary Grubbs (VF : Michel Derain) : Al Oser
- Martin Sheen (VF : Michel Papineschi) : le narrateur (voix, non crédité)
- Brian Doyle-Murray (VF : Mario Santini, VQ : Alain Gélinas) : Jack Ruby
- Jim Garrison (VF : Michel Gudin, VQ : Jean Brousseau) : Earl Warren
- Pruitt Taylor Vince (VF : Gilbert Lévy, VQ : François Godin) : Lee Bowers (en), un témoin
- Jo Anderson (VF : Françoise Cadol, VQ : Hélène Mondoux) : Julia Ann Mercer (en), un témoin
- Ellen McElduff[3] (VF : Regine Teyssot, VQ : Élizabeth Lesieur) : Jean Hill (en), un témoin
- Vincent D'Onofrio (VF : Georges Caudron ; VQ : Jacques Lavallée) : Bill Newman, un témoin
- Lolita Davidovich (VF : Kelvine Dumour, VQ : Élise Bertrand) : Beverly Oliver, la fille du Carousel Club
- Sally Kirkland : la prostituée Rose Cheramie
- Frank Whaley (VF : Ludovic Baugin) : le « faux » Oswald
- Tony Plana (VF : Rafaël Gozalbo) : le cubain anti-castriste Carlos Bringuier (en),
- Beata Poźniak (VF : Laurence Crouzet) : Marina Oswald Porter
- Gary Carter (VF : Ludovic Baugin) : Bill Williams (en), une relation de Oswald
- Willem Oltmans (VF : Hervé Jolly) : George de Mohrenschildt (en), une relation de Oswald
- Bob Gunton (VF : Hervé Bellon, VQ : Jacques Lussier) : un des journalistes télévisés
- Peter Maloney : le colonel Finck, médecin légiste
- John Finnegan : Juge Haggerty
- Pat Pierre Perkins[4] (VF : Paule Emmanuelle) : Mattie, la bonne
- Sean Stone (VF : Maël Davan-Soulas, VQ : Sébastien Thouny) : Jasper Garrison, le fils de Jim
- Tomás Milián : Leopoldo

Version director's cut :
- Ron Rifkin : M. Goldberg / Spiesel, un témoin à l'audience
- John Larroquette : Jerry Johnson, l'animateur de télévision

Sources et légende : version française (VF) sur RS Doublage et Voxofilm. Version québécoise (VQ) sur Doublage Québec

## Production

### Genèse du projet

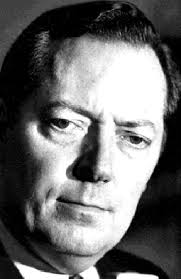
Le procureur Jim Garrison.

En 1987, Zachary Sklar, journaliste et professeur de journalisme à la Columbia University Graduate School of Journalism, rencontre le procureur Jim Garrison. Il commence à écrire avec lui un manuscrit, dans lequel Garrison se remémore son travail sur l'enquête. À l'origine écrit comme un livre d'étude à la troisième personne, le projet se transforme en récit policier à la première personne.
Le livre On the Trail of the Assassins est finalement édité en 1988. Un exemplaire est donné par l'éditrice Ellen Ray au cinéaste Oliver Stone. Ce dernier le lit rapidement et en achète très vite les droits cinématographiques pour 250 000 dollars, qu'il paie lui-même. Il rencontre ensuite Jim Garrison et le questionne pendant trois heures. Le réalisateur est surpris par l'attitude du procureur et pense qu'il « a fait beaucoup d'erreurs. Il a eu confiance en beaucoup d'excentriques et a suivi beaucoup de fausses pistes ».
Oliver Stone ne souhaite cependant pas faire un film sur la vie de Jim Garrison. Il achète alors les droits du livre Crossfire: The Plot That Killed Kennedy de Jim Marrs. Le but du réalisateur est de faire tomber le « mythe » de la Commission Warren. Il explique que pour combattre un mythe, il faut parfois créer un contre-mythe,. Stone continue de lire d'autres ouvrages sur le sujet.
En décembre 1989, alors qu'il est en préproduction de son film The Doors, Oliver Stone se rapproche des studios pour produire son film. Il rencontre alors des exécutifs de Warner Bros., qui lui proposent un film sur Howard Hughes. Il leur « vend » cependant l'idée de JFK. Cela plaît beaucoup au directeur général de Warner Bros., Terry Semel (en), qui a déjà produit des films politiques controversés comme Les Hommes du président, À cause d'un assassinat ou encore La Déchirure.
Après avoir reçu un budget de 20 millions par la Warner, Oliver Stone commence l'écriture du script avec l'aide du journaliste Zachary Sklar, qui avait aussi édité Crossfire: The Plot That Killed Kennedy de Jim Marrs. Ils mettent en commun toutes leurs recherches. Oliver Stone lui explique qu'il souhaite en faire un film d'enquête, dans la veine de Z (1969) de Costa-Gavras et Rashōmon (1950) d'Akira Kurosawa. Stone explique que le titre JFK renvoie à celui de Z, comme un « code ».
Après avoir écrit un premier jet, Oliver Stone comprend que le budget du film doit être doublé. Un accord est alors trouvé avec Arnon Milchan et sa société Regency Enterprises pour augmenter le budget.

### Attribution des rôles
Pour le rôle du procureur de district (District attorney) Jim Garrison, Oliver Stone envoie une copie du scénario à Kevin Costner, Mel Gibson et Harrison Ford, ces deux derniers étant ses premiers choix.
Kevin Costner refuse tout d'abord la proposition. Cependant, son agent Michael Ovitz, intéressé par le projet, aide le réalisateur à convaincre l'acteur d’accepter le rôle. Avant cela, Kevin Costner fait d'intenses recherches sur Jim Garrison, allant jusqu'à le rencontrer ainsi que ses amis et adversaires. Deux mois après avoir signé pour le rôle en janvier 1991, son film Danse avec les loups gagne sept Oscars ; il est alors considéré par le studio comme « bancable ».
Plusieurs comédiens ont voulu participer au film en raison du sujet. Martin Sheen fait la narration, le « vrai » Jim Garrison incarne le rôle d'Earl Warren, auquel il s'était lui-même opposé. Beverly Oliver, l'un des témoins de l'assassinat, fait une apparition. Sean Stone, le fils du réalisateur, joue le rôle du fils ainé de Jim Garrison. Plusieurs acteurs ont même décidé de renoncer à leur salaire habituel pour pouvoir paraître dans le film.
Perry Russo, qui a été un témoin clé des conversations entre David Ferrie, Clay Shaw et Lee Harvey Oswald, joue un petit rôle au début du film dans la séquence où Jim Garrison et Lou regardent la couverture de l'assassinat à la télévision. Il incarne l'homme qui déclare qu'on devrait donner une médaille à celui qui a tué Kennedy.
Les deux anciennes co-vedettes de The Odd Couple, Walter Matthau et Jack Lemmon, jouent dans le film mais ne se rencontrent pas. Le premier interprète un membre du Congrès, le second un témoin éventuel pour Jim Garrison.
Le labrador de la famille Garrison qui apparaît dans le film, appartenait en réalité à la romancière Anne Rice.
Dans la version director's cut, l'acteur James Belushi apparaît dans le rôle d'un complice du meurtre dans une scène dans Elm Street.

### Tournage
Le tournage dure seulement 72 jours. Afin de tourner l'assassinat à la Dealey Plaza de Dallas, les producteurs dépensent quatre millions de dollars pour la refaire telle qu'elle était en 1963. Ils doivent aussi verser une grosse somme à la ville de Dallas afin d'engager des policiers pour détourner la circulation et fermer les rues avoisinantes pendant trois semaines. Oliver Stone n'aura que dix jours pour filmer la séquence.
Le réalisateur rencontre également des difficultés pour obtenir l'autorisation de filmer à l'intérieur du Texas School Book Depository. La direction l'autorise finalement à tourner à certains moments de la journée, mais pas plus de cinq personnes ne sont admises à l'intérieur du bâtiment. Il faudra également cinq mois de négociations pour obtenir l'autorisation de transformer l'édifice tel qu'il était à l'époque.
La façade du cinéma où a été arrêté Lee Harvey Oswald, le Texas Theatre, a été remise dans son état de 1963 pour le tournage du film.

## Accueil

### Critique
Le film a suscité une grande controverse à sa sortie, plusieurs critiques accusant Oliver Stone d'avoir rajouté intentionnellement des faits. Celui-ci publia une version annotée de son scénario, dans laquelle il justifie tous ses ajouts.[réf. souhaitée]
Le quotidien The Washington Post critiqua le film avant même la fin du tournage, reprochant à Stone de prendre une certaine liberté dans la reconstitution des faits.
Après la sortie du film, le journaliste Walter Cronkite (qui, à l'époque avait annoncé en direct la mort de Kennedy sur les ondes de CBS) déclara au critique de cinéma Roger Ebert qu'il n'y avait « pas un brin de vérité » dans ce film.

### Box-office
Le film rencontre le succès dans le monde avec plus de 200 millions de dollars récoltés dans le monde, pour un budget estimé à 35 millions.
| Pays ou région    | Box-office        | Date d'arrêt du box-office | Nombre de semaines |
| ----------------- | ----------------- | -------------------------- | ------------------ |
| États-Unis Canada | 70 405 498 $      | 4 juin 1992                | 15                 |
| France            | 2 588 745 entrées |                            | -                  |
| Total mondial     | 205 405 498 $     | -                          | -                  |

## Distinctions principales
Sauf indication contraire, les informations mentionnées dans cette section peuvent être confirmées par la base de données cinématographiques IMDb,  présente dans la section « Liens externes ».
| - Oscars 1992 : meilleure photographie pour Robert Richardson et meilleur montage pour Joe Hutshing et Pietro Scalia - Golden Globes 1992 : meilleur réalisateur pour Oliver Stone - Eddie Awards 1992 : meilleur montage pour Joe Hutshing et Pietro Scalia - BAFTA 1993 : meilleur montage pour Joe Hutshing et Pietro Scalia et meilleur son - Awards of the Japanese Academy 1993 : meilleur film étranger - Blue Ribbon Awards 1993 : meilleur film étranger - Empire Awards 2000 : Movie Masterpiece Award pour Oliver Stone | - Oscars 1992 : meilleur film, meilleur acteur dans un second rôle pour Tommy Lee Jones, meilleur réalisateur pour Oliver Stone, meilleure musique pour John Williams, meilleur mixage son et meilleur scénario adapté pour Oliver Stone et Zachary Sklar - Golden Globes 1992 : meilleur film dramatique, meilleur acteur dans un film dramatique pour Kevin Costner et meilleur scénario pour Oliver Stone et Zachary Sklar - Artios Awards 1992 : meilleur distribution d'un film dramatique - Prix Edgar-Allan-Poe 1992 : meilleur film - BAFTA 1993 : meilleur acteur dans un second rôle pour Tommy Lee Jones et meilleur scénario adapté pour Oliver Stone et Zachary Sklar |

## Conséquences
En décembre 1991, Oliver Stone a montré le film aux membres du Congrès des États-Unis. Cela a conduit à la loi de 1992 sur la divulgation des assassinats President John F. Kennedy Assassination Records Collection Act of 1992 (en).

## Version longue
En 2001, Oliver Stone ajoute 17 minutes à son film de (passant de 189 à 206 min). Voici le détail des scènes ajoutées, :
- Guy Bannister et sa secrétaire parlent brièvement d'Oswald ;
- de nouveaux flashbacks de la vie d'Oswald à Dallas avec sa femme après son retour de Russie et ses contacts avec George De Mohrenshildt, Janet et Bill Williams ;
- lorsque Garrison et son assistant sont au dépôt de livres, ils discutent du fait que le parcours du cortège a été modifié par le maire de Dallas Earle Cabell, frère de Charles Cabell général déchu par Kennedy en 1961 ;
- un faux Oswald est montré dans un flashback testant une nouvelle voiture et parlant d'aller en Russie au vendeur ;
- dans un autre flashback, Oswald est introduit à la communauté cubaine de la Nouvelle-Orléans et rencontre Sylvia Odio, chef d'un mouvement clandestin anti-Castro ;
- un nouveau flashback d'Oswald et Clay Shaw vus ensemble à la campagne d'inscription des électeurs pour les droits civiques en septembre 1963 ;
- Jim Garrison apparaît à la télévision dans l'émission The Jerry Johnson Show[21] pour y être interviewé. Il essaie d'y défendre ses théories en montrant des photos mais est coupé par l'animateur Jerry Johnson ;
- Bill Broussard retrouve Jim Garrison à l'aéroport où il rentre de Phoenix, et lui dit que quelqu'un va tenter de l'assassiner. Après quelques minutes, Garrison panique et s'enfuit des toilettes publiques quand il entend des voix étranges dans le box voisin et quand il est approché par un inconnu qui prétend le connaître ;
- Garrison et son équipe découvrent que Broussard a disparu de son appartement, et discutent à propos du futur procès contre Clay Shaw. Puis, Garrison voit Robert Kennedy à la télévision et dit : « Ils vont le tuer avant qu'il ne puisse être président » ;
- pendant le procès, un nouveau témoin est présenté, M. Goldberg, qui prétend que Shaw a discuté avec lui et Ferrie de tuer Kennedy.

Pour la version française, la quasi-totalité des comédiens est rappelée pour doubler les scènes supplémentaires, à l'exception de Claude Joseph (décédé en 1995) remplacé par Michel Fortin pour le doublage d'Edward Asner.

## Prolongement
Lors du Festival de Cannes 2021, Oliver Stone présente le documentaire JFK Revisited: Through the Looking Glass qu'il voit comme un prolongement de son long métrage JFK.